# Yarrowitch River
Yarrowitch River är ett vattendrag i Australien. Det ligger i delstaten New South Wales, i den sydöstra delen av landet, omkring 320 kilometer norr om delstatshuvudstaden Sydney.
I omgivningarna runt Yarrowitch River växer i huvudsak städsegrön lövskog. Trakten runt Yarrowitch River är nära nog obefolkad, med mindre än två invånare per kvadratkilometer. Genomsnittlig årsnederbörd är 1 861 millimeter. Den regnigaste månaden är februari, med i genomsnitt 385 mm nederbörd, och den torraste är oktober, med 27 mm nederbörd.